# 城巴M47線
城巴M47線是香港一條已取消的巴士路線，取消前來往華富（北）及中環（香港站），提供華富及域多利道來往堅尼地城、西營盤、中環及港鐵香港站的巴士服務，本線曾是唯一一條服務域多利道（摩星嶺道交界以南至數碼港道止，即大口環墳場一帶）一帶的全日非過海巴士路線（過海服務則由新巴971線提供）。

## 歷史
- 1974年12月9日：中巴77線投入服務，由中巴經營，來往香港仔及西環。
- 1976年7月16日：77線服務延長至西營盤。
- 1977年1月4日：77線改稱47線。
- 1980年5月1日：中巴47線分拆為：
  - 47線（華富北至西營盤）
  - 77線（香港仔至西環）
- 1986年3月3日：服務延長至中環，當時總站位於干諾道中西行線。
- 1987年4月6日：總站遷往中環（交易廣場）。
- 1993年9月1日：服務延長至金鐘站（西）。
- 1996年2月16日：為配合中巴取消77線，於平日早上另設3班特別班次由堅尼地城（卑路乍灣）開往黃竹坑，原有早上往黃竹坑班次便移至47線
- 1997年3月3日：中巴放棄47線經營權後，由城巴接辦，改名為47A線，並改為全空調服務。而平日早上開出的特別班次則繼續提供。
- 2002年6月10日：由於來往堅尼地城至中環（香港站）的M5線客量偏低，城巴因此將該線與47A線合併，並改稱為M47線，來回程繞經中環（香港站）。由堅尼地城（卑路乍灣）開往黃竹坑的特別路線於同日被分拆，命名為47P線。
- 2002年7月14日：因應南朗山道改為雙程行車，47P線改以黃竹坑邨警察學院為終點站，不停黃竹坑邨第十座及黃竹坑巴士總站。
- 2004年8月22日：服務縮短至中環（香港站），來往金鐘的服務由其他城巴路線取代。[1]
- 2014年12月28日：因西港島綫通車，本線取消服務[2]，由43M線取代；而47P服務則維持不變。

以下路線資料以取消前為準

## 服務時間及班次
M47
| 華富（北）開         | 華富（北）開 | 華富（北）開 | 中環（香港站）開 | 中環（香港站）開 | 中環（香港站）開 |
| 日期                 | 服務時間     | 班次（分鐘） | 日期             | 服務時間         | 班次（分鐘）     |
| -------------------- | ------------ | ------------ | ---------------- | ---------------- | ---------------- |
| 星期一至五           | 06:00-08:10  | 13-15        | 星期一至五       | 06:30-07:00      | 15               |
| 星期一至五           | 08:30、08:45 | 08:30、08:45 | 星期一至五       | 07:00-20:00      | 20               |
| 星期一至五           | 09:00-23:00  | 20           | 星期一至五       | 20:15            | 20:15            |
| 星期一至五           | 23:15、23:30 | 23:15、23:30 | 星期一至五       | 20:30-22:30      | 20               |
|                      |              |              | 星期一至五       | 22:45            |                  |
| 23:05-00:05          | 20           |              | 星期一至五       |                  |                  |
| 星期六、日及公眾假期 | 06:00-23:00  | 20           | 星期六           | 06:30-09:30      | 20               |
| 星期六、日及公眾假期 | 23:15、23:30 | 23:15、23:30 | 星期六           | 09:45            | 09:45            |
|                      |              |              | 星期六           | 10:00-20:00      | 20               |
| 20:15                |              |              | 星期六           |                  |                  |
| 20:30-23:50          | 20           |              | 星期六           |                  |                  |
| 00:05                |              |              | 星期六           |                  |                  |
| 星期日及公眾假期     | 06:30-08:30  | 20           |                  |                  |                  |
| 星期日及公眾假期     | 08:45        |              |                  |                  |                  |
| 星期日及公眾假期     | 09:00-20:00  | 20           |                  |                  |                  |
| 星期日及公眾假期     | 20:15        |              |                  |                  |                  |
| 星期日及公眾假期     | 20:30-23:50  | 20           |                  |                  |                  |
| 星期日及公眾假期     | 00:05        |              |                  |                  |                  |

特別班次（上碧瑤灣→中環（香港站））
- 星期一至六：07:10、07:25、07:40

特別班次逢星期日及公眾假期不設服務

## 收費
全程：$5.1
- 域多利道（沙宣道）往中環（香港站）：$4.8
- 域多利道（摩星嶺道）往中環（香港站）：$3.6
- 域多利道（沙宣道）往華富（北）：$3.4

| - 本線設有12歲以下小童及65歲或以上長者半價優惠。 - 65歲或以上香港居民使用「樂悠咭」，以及12歲以下合資格殘疾兒童使用「殘疾人士身份」個人八達通繳付車資，均可享有每程$2.0或半價（以較低者為準）的票價優惠；12至64歲合資格殘疾人士使用「殘疾人士身份」個人八達通（包括「樂悠咭」），以及60至64歲香港居民使用「樂悠咭」繳付車資，均可享有每程$2.0或全費（以較低者為準）的票價優惠。 - 65歲或以上長者如使用長者或一般個人八達通繳付車資，則只可享有半價優惠；12至64歲合資格殘疾人士如不使用「殘疾人士身份」個人八達通，以及60至64歲人士如不使用「樂悠咭」繳付車資，必須繳付全費。 - 乘客可以現金或八達通於上車時付款，不設找續。 - 每位成人乘客可免費攜帶最多兩名4歲以下而不佔座位的兒童乘客乘車，超額之4歲以下小童必須繳付小童車費乘車。 - 九龍巴士、城巴及龍運巴士全職員工及家屬（不包括外判職員）可免費乘搭本路線，惟必須拍職員或職員家屬八達通。 - 乘客亦可使用AlipayHK「易乘碼」、支付寶、WeChatHK／微信支付「搭車碼」、銀聯雲閃付「乘車碼」及BOC Pay「乘車碼」、具有感應式支付功能的VISA、Mastercard及銀聯卡，以及Apple Pay、Google Pay及Samsung Pay流動支付平台繳付車資。使用此支付方式的乘客可享有中途下車之分段收費，以及與其他城巴獨營路線或聯營線城巴班次之轉乘優惠，惟不適用於與非城巴路線之轉乘優惠。乘客亦不能享有「公共交通費用補貼計劃」及「長者及合資格殘疾人士公共交通票價優惠計劃」。 |

### 八達通轉乘優惠
乘客登上M47線後指定時間內以同一張八達通卡轉乘以下路線，或從以下路線登車後指定時間內以同一張八達通卡轉乘M47或47P線，次程可獲車資折扣優惠：
M47←→1、5、5B、5S、10，轉乘時限為90分鐘
- M47往中環 → 1往跑馬地、5、5B往銅鑼灣、5S往灣仔或10往北角，次程車資全免
- 1、5B、10往堅尼地城、5往摩星嶺或5S往西營盤 → M47往華富

M47/47P←→A10
- M47往中環 → A10往機場，回贈首程車資，轉乘時限為90分鐘
- A10往鴨脷洲邨 → M47往華富，次程車資全免，轉乘時限為120分鐘

## 使用車輛
M47線取消前用車多數是青年JNP6105GR低地台空調巴士及富豪奧林比安11米雙層空調巴士（9XX/90XX）、亞歷山大丹尼士Enviro400（70XX）。另外在清明節及重陽節期間，本線曾改派富豪奧林比安12米雙層空調巴士（5XX/6XX）行走，方便市民在這些節日前往墳場拜祭及掃墓。

## 行車路線
華富（北）開經：華景街、華康街、域多利道、華翠街、華富道、薄扶林道、域多利道、加多近街、吉席街、堅彌地城海旁、德輔道西、干諾道西、干諾道中、急庇利街、德輔道中、畢打街、康樂廣場、民耀街、民祥街、支路及民祥街。
中環（香港站）開經：金融街、民祥街、民耀街、港景街、中環（交易廣場）巴士總站、干諾道中（東行）、支路、干諾道中（西行）、干諾道西、德輔道西、皇后街、皇后大道西、卑路乍街、域多利道、薄扶林道、華富道及華景街。

### 沿線車站

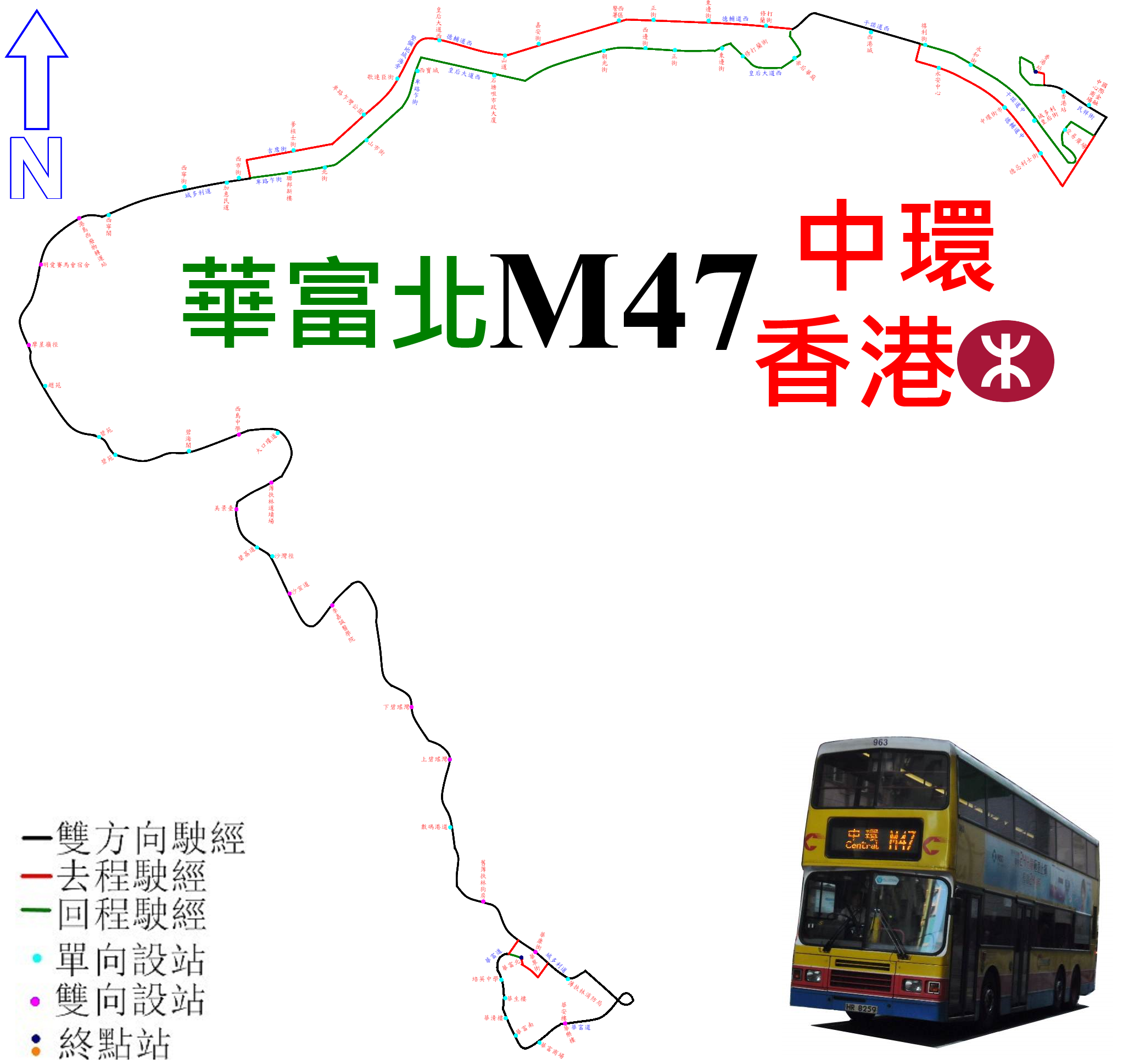
本線的走線圖

| 華富（北）開 | 華富（北）開                   | 華富（北）開         | 中環（香港站）開 | 中環（香港站）開               | 中環（香港站）開         |
| 序號         | 車站名稱                       | 位置                 | 序號             | 車站名稱                       | 位置                     |
| ------------ | ------------------------------ | -------------------- | ---------------- | ------------------------------ | ------------------------ |
| 1            | 華富（北）                     | 華富（北）巴士總站   | 1                | 香港站                         | 香港站公共運輸交匯處     |
| 2            | 華富邨華生樓                   | 華富道               | 2                | 國際金融中心商場               | 民祥街                   |
| 3            | 華富（南）                     | 華富道               | 3                | 中環（交易廣場）               | 中環（交易廣場）巴士總站 |
| 4            | 華富邨華安樓                   | 華富道               | 4                | 域多利皇后街                   |                          |
| 5            | 薄扶林消防局                   | 域多利道             | 5                | 永和街                         |                          |
| 6            | 華翠街                         | 域多利道             | 6                | 禧利街                         |                          |
| 7            | 舊薄扶林狗房                   | 域多利道             | 7                | 西港城                         |                          |
| 8            | 數碼港道                       | 域多利道             | 8                |                                |                          |
| 9            | 上碧瑤灣                       | 域多利道             | 9                | 修打蘭街                       |                          |
| 10           | 下碧瑤灣                       | 域多利道             | 10               | 東邊街                         |                          |
| 11           | 香港大學李嘉誠醫學院           | 域多利道             | 11               | 正街                           |                          |
| 12           | 沙宣道                         | 域多利道             | 12               | 西邊街                         |                          |
| 13           | 碧荔道                         | 域多利道             | 13               | 朝光街                         |                          |
| 14           | 美景臺                         | 域多利道             | 14               | 石塘咀市政大廈                 |                          |
| 15           | 香港華人基督教聯會薄扶林道墳場 | 域多利道             | 15               | 西寶城                         | 卑路乍街                 |
| 16           | 大口環道                       | 域多利道             | 16               | 山市街                         | 卑路乍街                 |
| 17           | 西島中學                       | 域多利道             | 17               | 北街                           | 卑路乍街                 |
| 18           | 碧苑                           | 域多利道             | 18               | 聯邦新樓                       | 卑路乍街                 |
| 19           | 摩星嶺徑                       | 域多利道             | 19               | 加惠民道                       | 域多利道                 |
| 20           | 明愛賽馬會宿舍                 | 域多利道             | 20               | 西寧閣                         | 域多利道                 |
| 21           | 港島西廢物轉運站               | 域多利道             | 21               | 港島西廢物轉運站               | 域多利道                 |
| 22           | 西寧街                         | 域多利道             | 22               | 明愛賽馬會宿舍                 | 域多利道                 |
| 23           | 西市街                         | 域多利道             | 23               | 摩星嶺徑                       | 域多利道                 |
| 24           | 爹核士街                       | 吉席街               | 24               | 摩星嶺道                       | 域多利道                 |
| 25           | 卑路乍灣公園                   | 堅彌地城海旁         | 25               | 趙苑                           | 域多利道                 |
| 26           | 歌連臣街                       | 堅彌地城海旁         | 26               | 碧海閣                         | 域多利道                 |
| 27           |                                | 德輔道西             | 27               | 西島中學                       | 域多利道                 |
| 28           | 山道                           | 德輔道西             | 28               | 香港華人基督教聯會薄扶林道墳場 | 域多利道                 |
| 29           | 嘉安街                         | 德輔道西             | 29               | 美景臺                         | 域多利道                 |
| 30           | 西區警署                       | 德輔道西             | 30               | 沙灣徑                         | 域多利道                 |
| 31           | 正街                           | 德輔道西             | 31               | 沙宣道                         | 域多利道                 |
| 32           | 東邊街                         | 德輔道西             | 32               | 香港大學李嘉誠醫學院           | 域多利道                 |
| 33           | 修打蘭街                       | 德輔道西             | 33               | 下碧瑤灣                       | 域多利道                 |
| 34           | 永安中心                       | 德輔道中             | 34               | 上碧瑤灣                       | 域多利道                 |
| 35           | 中環街市                       | 德輔道中             | 35               | 舊薄扶林狗房                   | 域多利道                 |
| 36           | 德忌利士街                     | 德輔道中             | 36               | 華翠街                         | 域多利道                 |
| 37           | 香港站                         | 民祥街               | 37               | 華富邨華樂樓                   | 華富道                   |
| 38           | 香港站                         | 香港站公共運輸交匯處 | 38               | 華富商場                       | 華富道                   |
|              |                                |                      | 39               | 華富邨華清樓                   | 華富道                   |
|              |                                |                      | 40               | 培英中學                       | 華富道                   |
|              |                                |                      | 41               | 華富（北）                     | 華富（北）巴士總站       |